# 巴顿 (足球运动员)
巴顿（1995年9月16日—），中国足球运动员，山东省烟台市人，现由中国足球超级联赛球队北京中赫国安外借至天津津門虎。巴顿2010年加入北京国安梯队，曾代表北京队参加2013年中华人民共和国第十二届全国运动会男足乙组比赛。2015年夏天，巴顿租借加盟中乙联赛球队梅州客家，作为主力帮助球队衝入中甲联赛。2016年，由于腿部重伤，巴顿仅在中甲联赛出场5次。2017年，巴顿结束租借，回归北京国安，赛季中迎来了首次中超出场机会，后来打入中超处子球。现效力于天津津门虎队。

## 俱乐部生涯

### 早年
巴顿生于山东烟台。据巴顿介绍，巴家是军人世家，父亲希望他像美国将军乔治·巴顿一样战无不胜，将他取名为巴顿。后来他租借效力梅州客家时，还曾被误会为外籍球员。巴顿的哥哥也曾是一名足球运动员，不过后来改了行。
11岁时，正在读小学四年级的巴顿随父母到北京生活，他加入国安越野足球俱乐部接受青训。2010年，北京国安为梯队选拔球员，当时正在北京市回民学校就读的巴顿报名参加，顺利入选。起初，他的比赛机会不多。不过，巴顿渐渐争取到了位置。2013年中华人民共和国第十二届运动会男足乙组（U18）比赛，巴顿代表北京队参加，他帮助球队从预赛晋级复赛。复赛首轮与吉林队的比赛中，巴顿打入一球。然而，在最后一轮对阵浙江队这场事关出线的比赛中，巴顿吃到红牌。北京队只需一场平局就可以晋级。巴顿的红牌下场成了比赛的转折点，浙江队连入两球，北京队最终1比3输球，无缘决赛阶段比赛。据巴顿回忆，全运会复赛之后，他非常内疚，一度打算不再踢球。
2014年，因为巴顿在预备队表现不错，北京国安把他列入了中超联赛的名单。不过他并没有出场机会，只是偶尔可以随一队训练。

### 梅州客家
2015赛季中期，北京国安将巴顿外租给乙级联赛球队梅州客家。巴顿随后作为球队主力，帮助梅州客家成功升级，冲入甲级联赛。2016年中甲联赛，巴顿前几轮发挥不错，但随后腿部重伤赛季报销，联赛出场纪录停留在了5场。

### 回归北京国安
2017赛季中超联赛，巴顿结束租借期，回归北京国安。这个赛季，中国足协推行新政，中超联赛球队每场必须派上一名U23球员首发。助理教练谢峰曾向主教练何塞·推荐过巴顿，巴顿打满了预备队联赛前12轮比赛并打进5粒进球。然而主教练何塞·冈萨雷斯的首选U23球员是唐诗而非巴顿，直至被北京国安解雇，他一直没有给巴顿上场机会。6月18日主场与天津亿利的联赛比赛，代理主教练谢峰派巴顿首发出场。中超首秀，巴顿表现出色，多次成功突破，还为送上一记助攻。第81分钟，巴顿被替换下场时，北京工人体育场的国安球迷齐呼他的名字，以示称许。谢峰带队期间，巴顿在与唐诗的竞争中占得上风。德国教练罗格·施密特上任之后，巴顿彻底取代了唐诗的位置。8月5日联赛第20轮主场与山东鲁能队的比赛，巴顿打入了自己的中超联赛处子球。整个赛季，巴顿联赛出场17次，进球1个。

## 国家队生涯
2017年8月18日，中国足球协会公布了中国U22国家男子足球队新一期集训名单，巴顿首次入选。2018年1月9日，U23男足亚锦赛首轮与阿曼队的比赛中，巴顿首发出场。2023年3月26日，中国1-2不敌新西兰的国际友谊赛中，替补登场并于下半场补时第三分钟头球破门，打进国家队处子球。